# Eric Wendt

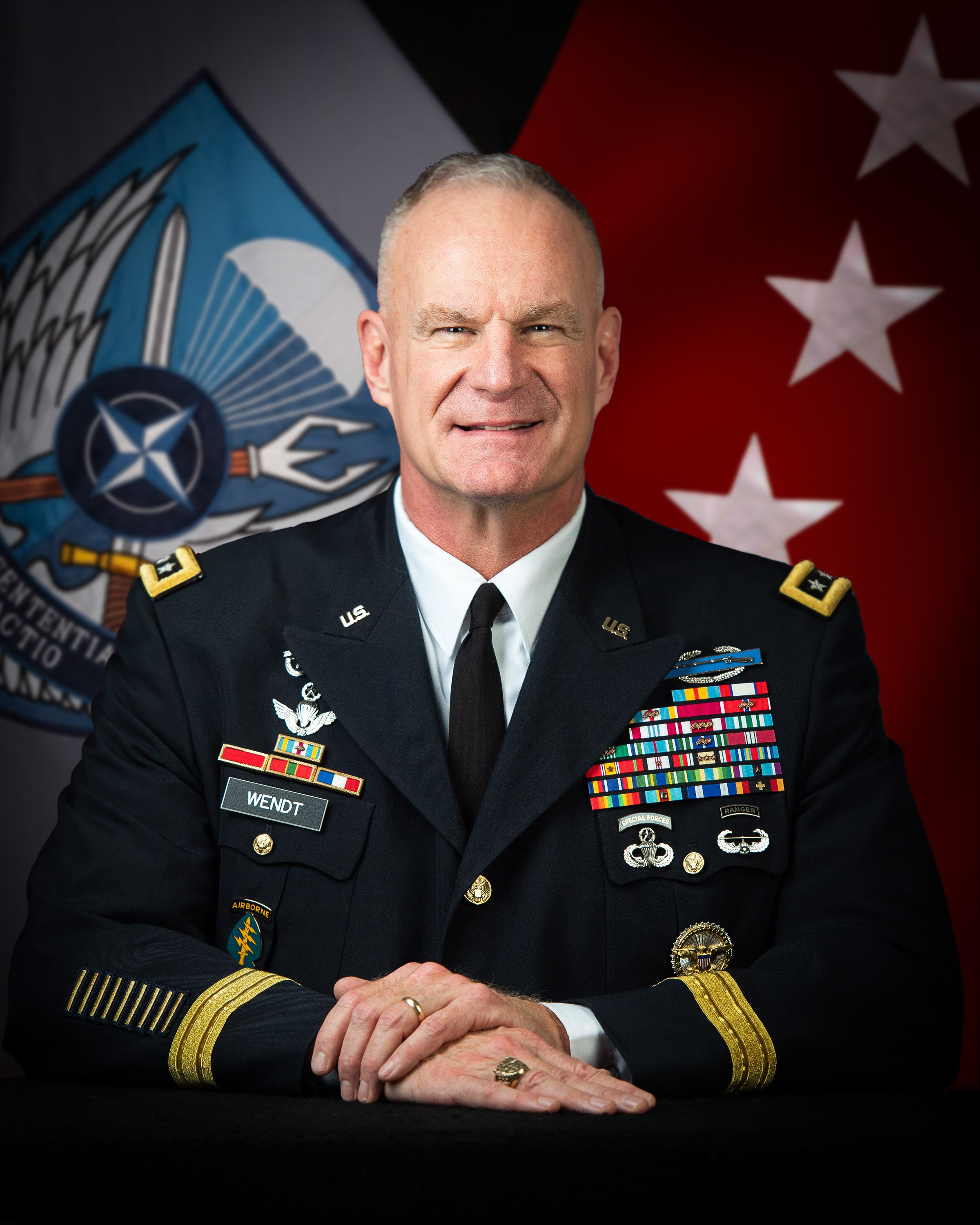
Eric P. Wendt (2019)

Eric P. Wendt (* um 1964) ist ein pensionierter Generalleutnant der United States Army. Er war unter anderem Kommandeur der United States Army John F. Kennedy Special Warfare Center and School.
Über das ROTC-Programm der University of California, Santa Barbara gelangte Wendt im Jahr 1986 in das Offizierskorps des US-Heeres. Dort wurde er als Leutnant der Infanterie zugeteilt. In der Armee durchlief er anschließend alle Offiziersränge vom Leutnant bis zum Drei-Sterne-General. Dabei wechselte er nach vier Jahren von der Infanterie zu den Sondereinheiten (Special Forces).
Im Lauf seiner militärischen Karriere absolvierte Eric Wendt verschiedene Kurse und Schulungen. Dazu gehörte unter anderem das Defense Language Institute wo er Arabisch und Koreanisch lernte. Außerdem absolvierte er die Naval Postgraduate School.
In seinen jüngeren Jahren absolvierte er den für Offiziere in den niederen Rangstufen üblichen Dienst in unterschiedlichen Einheiten und Standorten. Dazu gehörten auch Aufgaben als Stabsoffizier in verschiedenen Hauptquartieren. Er war unter anderem in Indonesien und auf den Philippinen eingesetzt. Außerdem nahm er an Operationen im Irak und in Afghanistan teil. Für seinen Einsatz in Afghanistan wurde er mit dem Ehrenzeichen der Bundeswehr ausgezeichnet.
Zwischen Oktober 2012 und April 2014 kommandierte Eric Wendt das United States Special Operations Command Korea. Abschließend erhielt er als Nachfolger von David G. Fox das Kommando über die United States Army John F. Kennedy Special Warfare Center and School in Fort Bragg. Dieses Amt bekleidete er zwischen Mai 2014 und Mai 2015 als James B. Linder seine Nachfolge antrat. Daran schloss sich eine Versetzung nach Hawaii an, wo er in den Jahren 2015 und 2016 Stabschef des United States Indo-Pacific Commands war.
Von November 2017 bis Oktober 2019 war Wendt amerikanischer Sicherheitskoordinator für die Palästinensische Autonomiebehörde (United States Security Coordinator of the Israel-Palestinian Authority).  Danach wurde er zum Stab des NATO-Hauptquartiers in Brüssel versetzt. Dort kommandierte er bis Januar 2021 die der NATO unterstellten Sondereinheiten (Commander of the NATO Special Operations Headquarters). Anschließend schied er aus dem aktiven Militärdienst aus.
Nach seiner Pensionierung war Wendt als amerikanischer Botschafter in Katar vorgesehen. Seine Nominierung für diesen Posten durch Präsident Donald Trump ließ sich aber politisch nicht durchsetzen. Seither wirkt Eric Wendt als Professor an der Naval Postgraduate School.

## Orden und Auszeichnungen
Eric Wendt erhielt im Lauf seiner militärischen Laufbahn unter anderem folgende Auszeichnungen:
- Defense Distinguished Service Medal
- Army Distinguished Service Medal
- Defense Superior Service Medal
- Legion of Merit
- Bronze Star Medal
- Presidential Unit Citation (Philippinen)
- President’s Cheon Su medal (Südkorea)
- Ehrenzeichen der Bundeswehr (Deutschland)